# 다각진
다각진(多角陣, 영어: magic polygon)은 각 변에 있는 수들의 합이 마법 상수로 동일하도록 다각형의 둘레에 수를 배치한 것이다.

## 둘레 다각진
다각진(多角陣, 영어: magic polygon) 또는 둘레 다각진(- 多角陣, 영어: perimeter magic polygon) 은 둘레에 정수를 적어넣어, 한 모서리의 수의 합이 마법 상수가 되는 수의 배치이다. 다각진은 삼각진 등이 있으며, 마법진의 일반화이다.

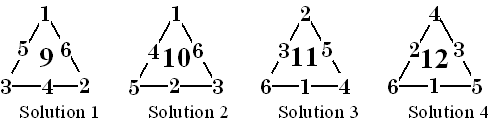
마각진 중 하나인 삼각진 4개가 나열되어 있다.

## 중심점이 있는 다각진
Victoria Jakicic과 Rachelle Bouchat은 2n+1개의 점을 가진 n각형에 중심을 지나는 n개의 선을 그은 다각진을 만들었다. 정가운데 수가 n+1이어야 하며 홀수각진은 없다.
Danniel Dias Augusto과 Josimar da Silva 은 다각진 P(n,k)를 {\displaystyle k/2} 개의 동심 n각형과 중심점으로 정의했다. 그들의 정의에서 Victoria Jakicic과 Rachelle Bouchat의 다각진은 P(n,2) 다각진으로 볼 수 있다. 또한 축퇴된 다각진도 정의하였다.

## 같이 보기
- 마방진
- 삼각진